# 柴田明穂
柴田 明穂（しばた あきほ、1965年10月28日 - ）は、日本の法学者。専門は、国際法。国際法形成過程論を主な研究テーマとする。神戸大学大学院国際協力研究科教授。兵庫県尼崎市出身。

## 人物・略歴
- 1990年 - 京都大学法学部卒業
- 1992年 - 京都大学大学院法学研究科博士前期課程修了
- 1993年 - 米ニューヨーク大学ロースクール修士課程修了
- 1995年 - 京都大学大学院法学研究科博士後期課程中退
- 岡山大学法学部助教授
- 所属学会：国際法学会・世界法学会・アメリカ国際法学会 (American Society of International Law)

## 主な論文・著作
- 「国際法における公正：フランク国際法学の主眼と課題」（『岡山大学法学会雑誌』47.4、1998年）
- United Nations Peace-Keeping Operations: Guide to Japanese Policies. UNUP, 1999 （L. William Heinrich，Yoshihide Soeya と共著）
- 「国際法形成フォーラムとしての南極条約協議国会議の 『正当性』」（『国際法外交雑誌』 99.1、2000年）
- “The Basel Compliance Mechanism.” Review of European Community and International Environmental Law 12.2（2003）
- 「南極条約事務局設置の法的意義」（『岡山大学法学会雑誌』53.3-4、2004年）
- 「国際法制度における NGO の機能と現実」（『ジュリスト』1299 、2005年）